# تافارنيل فال دي بيسا
تافارنيل فال دي بيسا هي كومونا (بلدية) سابقة ومنذ عام 2019، أصبحت فراتسيوني من Barberino Tavarnelle في Metropolitan City of Florence في منطقة توسكانا الإيطالية. تقع على بعد حوالي 25 كيلومترًا (16 ميلًا) جنوب فلورنسا.

## مشاهد
عامل الجذب الرئيسي لإقليم تافارنيل هو Badia di Passignano(دير باسينيانو)، وهو دير قائم من العصور الوسطى العليا.
وشملت المعالم السياحية الأخرى:
- كنيسة سانتا لوسيا البورغيتو، جزء من دير فرنسيسكاني معروف منذ عام 1260. الكنيسة هي مثال على عمارة قوطية .
- كنيسة مادونا ديلا نيف القوطية، مع لوحات جدارية من القرن الرابع عشر إلى الخامس عشر.
- كنيسة سانتا ماريا ديل كارمين الموروكو تأسست عام (القرن الخامس عشر)
- محمية سانتا ماريا ديلي غرازي أ بيتراكوبا، التي تأسست عام 1596، مع صورة مادونا التي رسمها باولو شيافو .
- كنيسة سان بيترو في بوسولو بيفي الرومانية معروفة من 990 ، تضم أعمالًا من مدارس رومانية وبيزنطية وفلورنسية.
- Villa di Spoiano ، فيلا من عصر النهضة بين تافارنيل فال دي بيزا وباربيرينو فال ديلسا
- فيلا دي بوجيو بترويو ، خارج المدينة.
- كنيسة سان دوناتو في بوجيو (القرن الثاني عشر) ، على الطراز الرومانسكي ، مع مخطط بازيليكا مع صحن وممرين وثلاثة أبراج. يضم قشرة معمودية من تصميم جيوفاني ديلا روبيا (1513) وثلاثي من قبل جيوفاني ديل بيوندو (1375).
- جسر فوق نهر بيسا في فرازيوني سامبوكا.
- تيجنانو (Tignano) هي قرية صغيرة محصنة تضم كنيستها في سان رومولو مسكنًا من الطين بقلم جيوفاني ديلا روبيا.

## روابط خارجية
- الموقع الرسمي